# Stockholmiana
Stockholmiana är läran om Stockholm och dess lokalhistoria.

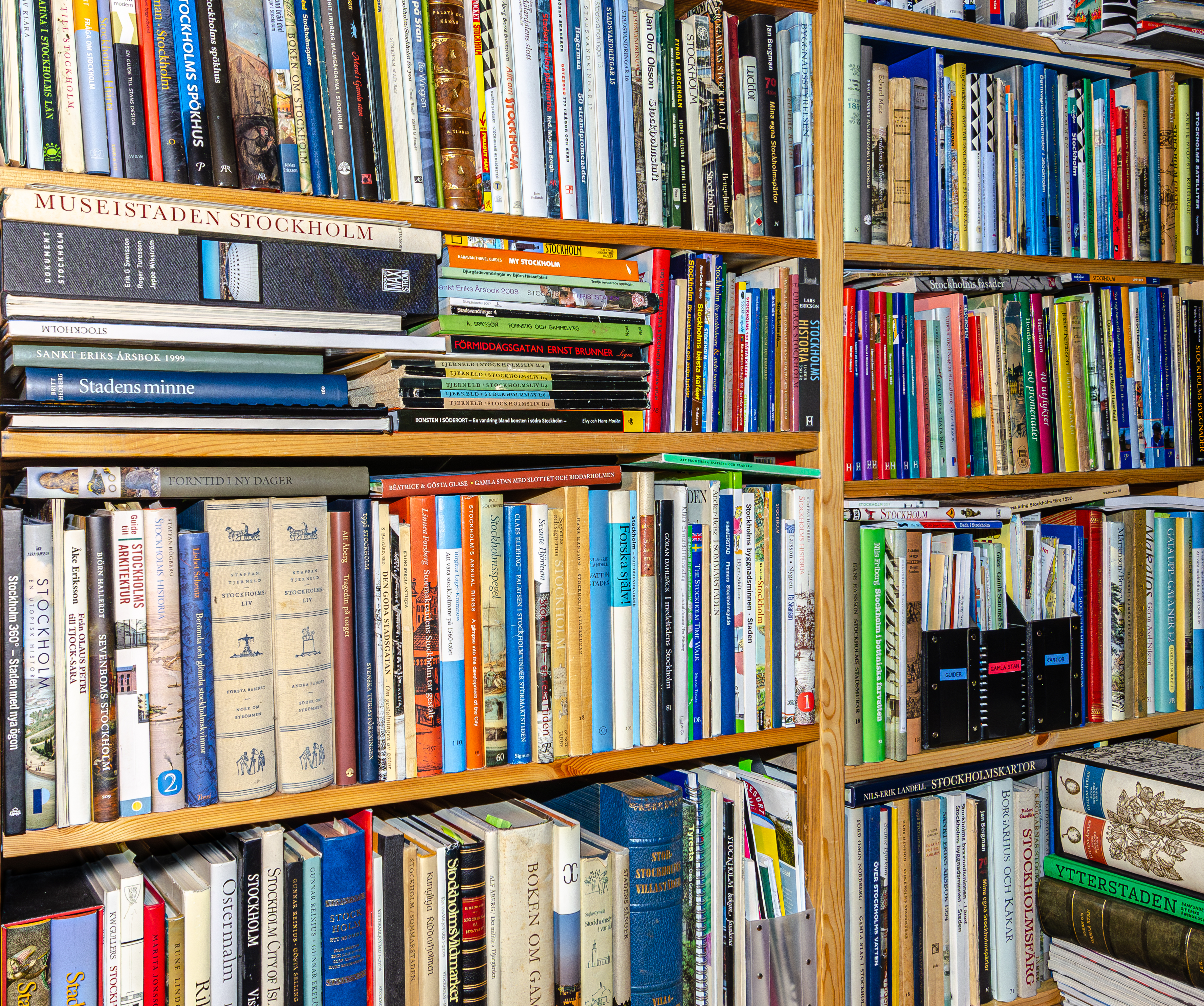
Bokhyllor med stockholmiana med blandad litteratur, från översiktliga guider till specifika ämnesområden som historia, politik, ekonomi, sociala förhållanden, arkitektur, konst, stadsplanering, teknik, litteraturhistoria, matkultur, djur- och naturliv etc.

Bland författare som ägnat sig åt Stockholmiana märks Per Anders Fogelström, Björn Hasselblad (Stockholmskvarter) och Fredric Bedoire (Stockholms gatunamn). Stockholms stad ger genom Stockholmia förlag ut en omfattande serie Stockholmiana, kallad Monografier utgivna av Stockholms stad.
Stockholmiana är också titeln på en lokalhistorisk bok av Fredrik Ulrik Wrangel (1905).
Senare års stockholmiana representeras av podcasterna Våradrömmarsstad samt Tbaxtstan, som gör stockholmshistoria med essäer, målningar och sånger – bland annat i boken Den 300-åriga Freden om kvarteren omkring restaurang Den gyldene freden.